# Siamsa Tíre
El Siamsa Tíre es la sede de la Compañía Nacional de Teatro Folclórico Irlandés. Está localizado en Tralee, Kerry.
En el recinto se representan funciones a lo largo del año de teatro contemporáneo, danza, música clásica, y eventos literarios y de comedia al igual que varias actividades visuales relacionada con la cultura celta irlandesa. Es además la residencia de varios artistas profesionales y en ocasiones la compañía organiza visitas al lugar.

## Historia
Los orígenes de la sede se remontan a 1957, año en el que el Padre Pat Ahern fue enviado a Kerry para formar un nuevo coro en la Iglesia de San Juan en Tralee. En 1963 el coro haría una representación de Golgotha. Dicha función recibió una gran acogida y los miembros del coro pasan a llamarse: "Siamsóirí na Ríochta".
El principal repertorio del grupo era presentaciones relacionadas con el "Amhráin Saothar" donde se cantaban las actividades laborales tradicionales en la Irlanda rural como lo son el trillado, el cuidado de los animales, la siega y la cosecha. Las festividades del Bealtaine y la Lughnasa junto con las anteriores funciones, son el núcleo principal de estas producciones.
A lo largo de estos años, el grupo actuó en varios escenarios de Irlanda (incluido el Abbey Theatre, Dublín) y en programas de RTÉ. En 1968, Michael Maye, representante de la Autoridad para el Desarrollo Turístico sugirió al coro realizar producciones durante el verano siendo esta la primera campaña veraniega del Siamsa Tíre, cuyas puertas abrieron en 1974.
En 1972 Pat Ahern, director artístico hasta su jubilación en 1988, estudió la posibilidad de incluir la cultura y el folclore irlandés en su repertorio. Dos años más tarde se establece el Siamsa Tíre como sociedad limitada.
Para los ensayos, en 1974 se construyó un local en Finuge y posteriormente en Ballyferriter, ambas en Kerry. Finalmente, en 1991 sería inaugurado el que finalmente sería el nuevo complejo en Tralee. Anteriormente, la compañía tuvo varias sedes temporales como el Ashe Memorial Hall y el Theatre Royal.